# クリストファー・ヴェイン (初代バーナード男爵)
初代バーナード男爵クリストファー・ヴェイン（英語: Christopher Vane, 1st Baron Barnard、1653年5月21日 – 1723年10月28日）は、イギリスの貴族。息子たちとの不和、および詩人クリストファー・スマートの父ピーター・スマートを執事として雇用したことで知られる。

## 生涯
政治家の小ヘンリー・ヴェインとフランシス・レイ（Frances Wray、サー・クリストファー・レイの娘）の息子として、1653年5月21日に生まれた。1662年に父がタワー・ヒルで斬首されると、ダラム州のレイビー城とケント州のフェアローンを継承した。その後、1671年にインナー・テンプルに入学、1675年10月にはダラム州選挙区で庶民院議員に当選した。しかし、その後は3度も落選し、1681年の落選の後は一旦外国に行った。
1688年7月6日に枢密顧問官に任命されたが、名誉革命ではダンビー伯爵の蜂起を支持、翌年にバラブリッジ選挙区で当選した。1690年にも再選されたが、選挙申立により当選が取り消された。1698年に国王ウィリアム3世によりバーナード城のバーナード男爵に叙された。
1723年10月28日にシボーンで死去、教区教会に埋葬された。遺言状でピーター・スマートに40ポンドの年金を与え、その息子クリストファーに200ポンドを、それ以外の子女に50ポンドを与えた。しかし、この遺言状の指示に対し訴訟が起こされ、クリストファー・スマートが敗訴したため実際に受け取ることはなかった。その補償として、初代バーナード男爵の孫にあたる初代ダーリントン伯爵ヘンリー・ヴェインがクリストファー・スマートをレイビー城に住ませ、ダラム・スクールに通うための学費を支払った。

## 家族
1676年5月9日、エリザベス・ホリス（Elizabeth Holles、第3代クレア伯爵ギルバート・ホリスの娘）と結婚、3男をもうけた。しかし、クリストファーとエリザベスは結婚直後よりエリザベスの弟ジョン（後の初代ニューカッスル＝アポン＝タイン公爵）と不和になった。
- ヘンリー（1676年） - 夭折
- ギルバート（1678年 – 1753年） - 第2代バーナード男爵、子供あり
- ウィリアム（1682年 – 1734年） - 初代ヴェイン子爵、子供あり

初代バーナード男爵は1703年春に息子ウィリアムとルーシー・ジョリフ（Lucy Joliffe）の結婚を計画していたが、そのときはフェアローン（Fairlawn）、ケント、ダラムの領地を譲り、ウィリアムに年500ポンドの収入を、ルーシーに年100ポンドの収入を確保すると約束した。2人が結婚した後はルーシーと姑（初代バーナード男爵の妻）エリザベスが不和になったため、バーナード男爵夫婦はフェアローンに戻り、さらに約束を反故にしてフェアローンを譲らなかった。バーナード男爵はジョン・バジル（John Bazire）とピーター・スマート（Peter Smart、詩人クリストファー・スマートの父）を雇用していたが、彼はそれを利用して、フェアローンとレイビー城を「バーナード男爵とその継承者のために」（for the use of the said Lord Barnard and his heirs forever.）バジルとスマートに委ねた。これに対しウィリアムは貴族院で訴えを起こし、バーナード男爵夫婦は訴訟が続いた間にレイビー城に住むこととなった。その後、貴族院は当初の約束通りの裁定を下し、ウィリアムがフェアローンを保持した。
バーナード男爵は敗訴したが諦めず、1712年にレイビー城の執事ジョン・プラウド（John Proud）を雇い、200人の作業員を集めて城を破壊するよう命じた。ウィリアムはクリストファーに損害賠償を請求し、1716年に訴えを起こした。